# Mia Braia
Mia Braia, pseudonimo di Maria Braia (Craiova, 8 settembre 1911 – New York, 3 luglio 1999), è stata una cantante e compositrice rumena, emigrata negli Stati Uniti durante il periodo Ceaușescu. Era la sorella della cantante Ioana Radu.

## Biografia
Nacque l'8 settembre 1911 a Craiova da Constantin, con origini in Oltenia-Gorj e Rozalia di Ardeal con origini ungheresi, i proprietari della taverna ”La ieftinirea traiului” vicino al cimitero Sineasca a Craiova. Ebbe altri tre fratelli: Ioana Radu, Elena Brai (conosciuta con lo pseudonimo Nuna Braia) e Gheorghe "Giugiu".
Si laureò in diritto e studiò musica, dapprima al Conservatorio Cornetti di Craiova, con Ion Vasilescu (teoria), Jeny Ciolac (canto) e Dan Demetrescu (recitazione). Proseguì al Conservatorio di Bucarest, tra il 1929 e il 1932, con i professori Victor Gheorghiu (teoria), Livia Vetianu e Elena Dragulinescu (canto), Ion Nonna Otescu (armonia). Fece il suo debutto in pubblico cantando nel locale dei genitori e poi interpretando musica leggera al ristorante "Minerva" di Craiova, nel gruppo dell'attore Manu Nedeianu.
Tra il 1925 e il 1929 fu solista del coro "Harmonia" di Craiova e dal 1929 fino al 1934 si esibì con la Società corale „Carmen” di Bucarest. Nel 1936 debuttò a Radio Bucarest con un programma di musica leggera. Tra il 1936 e il 1940 realizzò varie registrazioni presso l'etichetta discografica Crystal (Electrecord). Sempre nel 1936 lanciò la composizione di Ion Vasilescu, Nu-ți pare rău când vezi că plâng, cu l'orchestra del Teatro Alhambra, diretta dal compositore, per la quale riceverà il premio Disco dell'anno.
Nel periodo 1937-1945 cantò con le più importanti band dell'epoca nei ristoranti "Coşna-Cireşoaia" (con l'orchestra di Vasile Julea), „Balotha”, „Luther” (con l'orchestra di Costică Tandin) da Bucarest, "Dori" di Neptun, Costanza e il cinema "Marna". Dopo il 1948 collaborò con le orchestre „Barbu Lăutarul” e „Perinița” di Bucarest, „Lazăr Cernescu” di Caransebeș, „Taraful Gorjului” di Târgu Jiu, „Doina Olteniei” di Craiova e con il Teatro di rivista „Constantin Tănase” di Bucarest. Molto conosciuta all'epoca e forse per ragioni di opportunità artistica, si ritrovò a cantare in qualche incontro, invitata dai membri della Guardia di Ferro, motivo che attrasse l'antipatia degli esponenti del Partito comunista e per quindici anni, fino alla metà degli anni '60, alla radio venne vietata la trasmissione delle sue canzoni.
Dopo il 1948 collaborò con le principali compagnie musicali rumene e dece vari tournée nel paese e all'estero (Israel, Germania, Stati Uniti d'America) e .
Fu anche compositrice di romanze, canzoni popolari e brani di musica leggera che diventarono singoli di successo: lanciò la canzone "Ţărăncuţă, ţărăncuţă", con la quale Dan Spătaru fu noto al pubblico degli anni '80.

## Vita privata
Non ci fu un rapporto sereno tra lei e la sorella Jana (Ioana), probabilmente per l'educazione ricevuta in famiglia e per un'ulteriore diversità professionale. Mia aveva studiato, era metodica, Ioana era anticonformista e autodidatta. Le due sorelle registrarono nel 1959 il duetto di successo Ciobănaş cu trei sute de oi (Ciobănaş con trecento pecore), ma ci fu un litigio in seguito al dissenso sull'interpretazione e non si parlarono per vent'anni. 
Tra il 1938 e il 1950 fu sposata con il musicista Petre Alexandru, poi in seconde nozze con Emanuel Blaga, il nipote del poeta Lucian Blaga.
Alla fine degli anni '80 emigrò negli Stati Uniti. Qui ospitò per qualche mese la sorella, arrivata con passaporto turistico e richiedente di asilo politico. Ma la convivenza non durò molto e Ioana, pare in seguito ad una telefonata di Nicolae Ceaușescu, suo fan, fece ritorno nel paese natale.
Mia morì il 3 luglio 1999 a New York.

## Premi e riconoscimenti
Nel 1968, fu insignita dell'Ordine di merito culturale di Classe II, "per la sua ricca attività di solista di musica tradizionale e romanze"

## Discografia (album)
- Romanțe cântate de Mia Braia (1956), EP
- Romanțe cântate de Mia Braia (1959), EP
- Recital Mia Braia (1965), LP
- Melodii de Ion Vasilescu (1969), EP
- Romanțe (1971), LP
- Romanțe II (1979), LP

## Discografia (singoli)
- Nu-ți pare rău când vezi că plâng
- Pentru bani!
- Hai acasă puișor (duetto con P. Alexandru)
- Am adormit în zori plângând
- Glasul roților de tren
- Tudorică din Buzău
- De-ar fi noaptea cât mai lungă
- Tudorel
- Plânge marea
- Când pisica nu-i acasă
- Plâng iubirea pierdută
- Norocul l-am pierdut pe drum
- Dragostea e un copil ce se leagănă
- Reverie
- De ce zâmbești
- Ionel, Ionelule
- M-a urât Gheorghiță-al meu
- Dela mine-a treia casă
- Ioane, Ioane
- Fă Lenuță sprâncenată
- Îți cer iertare c-am plecat
- Banule, bănuțule
- Stau la poartă și-aștept poștașul
- Pune-ți pălăria pe o parte
- Ține caii Nicolae
- Tango nocturno
- Mi-am pus busuioc în păr
- Habar n'ai tu
- Mi te-ai lipit de suflet
- Îți scriu a doua oară
- În micul orășel uitat de lume
- Îți mulțumesc!
- Du-te la călugărie
- De ți-ar spune poarta ta
- Amintiri
- De ce nu vii?
- Iubite de departe-ți scriu
- Din cioburi de iubire
- Somnoroase păsărele
- Vioara